# María Isabel Bennasar Félix
María Isabel Bennasar Félix   (Maó, 11 de juliol de 1963) és una arquitecta i paisatgista menorquina.

## Trajectòria
Va realitzar els seus estudis d'arquitectura a l'Escola Tècnica Superior d'Arquitectura de Barcelona de la Universitat Politècnica de Catalunya (1981-1987) i va obtenir el títol de Màster d'Arquitectura del Paisatge per aquesta mateixa universitat l'any 1997. Bennasar va començar treballant en l'administració pública en els serveis tècnics de l'ajuntament de Ciutadella fins al 1996. Després, i fins al 2003, va treballar en la Mancomunitat de Municipis de l'Àrea Metropolitana de Barcelona (MMAMB). Això li va permetre realitzar nombrosos projectes de recuperació ambiental mitjançant el disseny d'espais d'ús públic.
Va formar part de l'estudi Bennasar-Noguera Arquitectes fins al 2008, quan va crear el seu propi estudi. Va realitzar obres amb caràcter col·laboratiu, i habitualment treballa de manera multidisciplinària amb altres professionals, com ara biòlegs i enginyers agrònoms.
Ha publicat més de setanta publicacions entre revistes d'arquitectura i llibres especialitzats, com ara D’A 7 (1991), AW Architektur+Wettbewerbe Housing areas and Housing development 1967 (1996), VIA Arquitectura 6 (1999), On Diseño 214 (2000), Topos 44 (2003) o Competition 5 (2013). A més ha participat com a jurat en premis d'arquitectura.

## Premis i obres
Bennasar ha rebut premis i reconeixements pels seus treballs d'arquitectura paisatgística, entre els quals destaca el segon Premi Internacional de paisatge Rosa Barba, atorgat l'any 2002 en el marc de la Biennal Internacional de Paisatge de Barcelona, pel projecte d'urbanització del parc lineal Riera Canyadó de Badalona (1997-1999). Amb aquest projecte va obtenir també el segon premi AIA Continental Europe - International Desing Awards International Desing Awards i va ser finalista en els Premis FAD d'Arquitectura i Interiorisme d'espais exteriors l'any 2000.
L'any 2008 va ser finalista en la VII Biennal Iberoamericana d'arquitectura i urbanisme de Lisboa (Portugal) pel disseny del parc del Torrent d’en Farré (2005), un projecte desenvolupat en el marc de recuperació de l'espai del Torrent d'en Farré d'Esplugues de Llobregat com a espai verd revitalizador del centre de la ciutat.
Ha participat en diferents edicions de la Biennal Internacional de Paisatge de Barcelona (antiga Biennal Europea de Paisatge) amb obres individuals, com la restauració paisatgística de les Pedreres de Marés l'any 1999; la Plaça Lloreda de Badalona (fase 1 i 2) i el parc Torrent d'en Farré (Esplugues de Llobregat) l'any 2003, ja esmentat; o el sistema de parcs urbans del centre direccional de Cerdanyola del Vallès el 2012. També va participar en obres col·lectives, com la urbanització del sector entre la B500 i la N-2 l'any 1999, la Riera Canyadó (Badalona) el 2001, també esmentat; el Parc del Mil·lenari i els Jardins dels Països Catalans (El Masnou) l'any 2008; el concurs internacional de l'àrea ferroviària de Bari Itàlia el 2014; i els Jardins del centre històric de l'Hospital de la Santa Creu i Sant Pau (Barcelona), l'any 2016.
Amb el seu estudi també ha realitzat projectes d'equipaments públics, habitatges plurifamiliars i unifamiliars i reformes, alguns dels quals han estat premiats en el Concurs GISA, l'IB Salut o el premi IMPSOL o el Concurs GISA.